# Арьяна (вилайет)
Арьяна (араб. ولاية أريانة‎) — вилайет на севере Туниса.
- Административный центр — город Арьяна.
- Площадь — 498 км², население — 459 200 человек (2007 год).

## География
На северо-западе граничит с вилайетом Бизерта, на юго-западе с вилайетом Мануба, на юге с вилайетом Тунис. На востоке омывается водами Средиземного моря (Тунисский залив).
На территории вилайета находится международный аэропорт.

## Административное деление
Вилайет делится на 7 округов:
- Арьяна (Aryanah)
- Эттадхамен-Мнилья (Ettadhamen-Mnihla)
- Калъат-эль-Андалус[2] (Kalâat el-Andalous)
- Рауед (Raoued)
- Сиди-Табит (Sidi Thabet)
- Ла-Сукра (La Soukra)
- Мнилья (Mnihla)